# Eugen Haas
Eugen Haas (* 15. Juli 1916 in Gummersbach; † 22. Juli 1995 ebenda) war ein deutscher Unternehmer und Handballfunktionär.

## Leben
Eugen Haas wuchs in Gummersbach auf und spielte Feldhandball beim VfL Gummersbach. Nach dem Zweiten Weltkrieg lebte er kurzzeitig in Süddeutschland, kehrte dann aber nach Gummersbach zurück, wo er ein Geschäft für Büroeinrichtungen aufbaute.
Ab 1954 betreute er die Handballabteilung des VfL Gummersbach, die er zur europäischen Spitzenmannschaft formte. Der Verein gewann unter seiner Führung zwölf deutsche Handballmeisterschaften, je fünfmal den DHB-Pokal und den Europapokalsieger der Landesmeister, je zweimal den Europapokal der Pokalsieger und die Vereinseuropameisterschaft sowie einmal den IHF-Pokal.
Nach dem Gewinn der ersten gesamtdeutschen Meisterschaft 1991 zog Haas sich aus gesundheitlichen Gründen aus der Führung der Mannschaft zurück.
Die Eugen-Haas-Halle, in der der VfL Gummersbach bis 2013 seine Heimspiele in der Handball-Bundesliga austrug, trägt seinen Namen.

## Erfolge
- Deutscher Meister: 1966, 1967, 1969, 1973, 1974, 1975, 1976, 1982, 1983, 1985, 1988 und 1991
- DHB-Pokalsieger: 1978, 1979, 1982, 1983, 1985
- Europapokalsieger der Landesmeister: 1967, 1970, 1971, 1974, 1983
- Europapokalsieger der Pokalsieger: 1978, 1979
- Europameister der Vereinsmannschaften: 1979, 1983
- IHF-Pokalsieger: 1982